# ペドロ・マンジー
ペドロ・ハビエル・マンシ・クルス（Pedro Javier Manzi Cruz、1988年10月13日 - ）は、ウルグアイ・モンテビデオ出身のスペイン人サッカー選手。ポジションはフォワード。

## 来歴
ラス・パルマス・デ・グラン・カナリア大学のチームであるウニベルシダ・デ・ラス・パルマスCFを経て、アトレティコ・グラナディージャ、SDテニスカ、UDイバーラ、エストレジャCF、CEルスピタレートとテルセーラ・ディビシオンのクラブを転々とした。
2018年、インドIリーグのチェンナイ・シティFCに加入。2018-19シーズンは18試合に出場し、21ゴールを挙げる。
2020年1月6日、アルビレックス新潟への加入内定が発表された。インドのメディアによる報道では移籍金がインドサッカー史上最高額となる1000万ルピーにものぼると推定されている。しかし、同年9月17日、酒気帯び状態であったファビオ・ロベルト・ゴメス・ネットの運転する車に同乗していたとして検挙・書類送検され、10月19日を以って契約解除となった。
2021年2月、インド・コルカタのモハメダンSCと契約し、Iリーグに復帰。
2021年4月、ネパール・スーパーリーグのビラートナガル・シティFCと契約。

## Jリーグでの個人成績
| 国内大会個人成績 | 国内大会個人成績 | 国内大会個人成績 | 国内大会個人成績 | 国内大会個人成績 | 国内大会個人成績 | 国内大会個人成績 | 国内大会個人成績 | 国内大会個人成績 | 国内大会個人成績 | 国内大会個人成績 | 国内大会個人成績 |
| 年度             | クラブ           | 背番号           | リーグ           | リーグ戦         | リーグ戦         | リーグ杯         | リーグ杯         | オープン杯       | オープン杯       | 期間通算         | 期間通算         |
| 年度             | クラブ           | 背番号           | リーグ           | 出場             | 得点             | 出場             | 得点             | 出場             | 得点             | 出場             | 得点             |
| 日本             | 日本             | 日本             | 日本             | リーグ戦         | リーグ戦         | リーグ杯         | リーグ杯         | 天皇杯           | 天皇杯           | 期間通算         | 期間通算         |
| ---------------- | ---------------- | ---------------- | ---------------- | ---------------- | ---------------- | ---------------- | ---------------- | ---------------- | ---------------- | ---------------- | ---------------- |
| 2020             | 新潟             | 19               | J2               | 8                | 0                | -                | -                | -                | -                | 8                | 0                |
| 通算             | 日本             | 日本             | J2               | 8                | 0                | -                | -                | -                | -                | 8                | 0                |
| 総通算           | 総通算           | 総通算           | 総通算           | 8                | 0                | -                | -                | -                | -                | 8                | 0                |

## タイトル
チェンナイ・シティFC
- Iリーグ: 2018-19